# Gilme
Gil Mi-hyun (Hangul: 길미현, 10 de abril de 1985), conocida por su nombre artístico Gilme (길미), es una cantante surcoreana y miembro del trío Clover. Fue concursante de Unpretty Rapstar 2. Lanzó su álbum debut, Love Actually,  el 29 de julio de 2010.

## Discografía

### Álbumes de estudio
| Título        | Detalles del álbum | Posiciones | Ventas |
| Título        | Detalles del álbum | KOR        | Ventas |
| ------------- | --- | ---------- | ------ |
| Love Actually | - Lanzamiento: 29 de julio de 2010 - Etiqueta: LOEN Entertainment - Formatos: CD, descarga digital                         | 22         |        |
| 2 Face        | - Lanzamiento: 4 de septiembre de 2014 - Etiquetas: GYM Entertainment, LOEN Entertainment - Formatos: CD, descarga digital | 48         |        |

### Sencllos

#### Como artista principal
| Título                                                    | Año  | Posiciones | Ventas        | Álbum          |
| Título                                                    | Año  | KOR        | Ventas        | Álbum          |
| --------------------------------------------------------- | ---- | ---------- | ------------- | -------------- |
| "Why Baby Why" (넌 나를 왜) feat. Jungyup                 | 2009 | 4          |               | Love Actually  |
| "Love Is War" (사랑은 전쟁이다) feat. Outsider            | 2010 | 28         |               | Love Actually  |
| "I'm Sorry I Loved You" (미안해 사랑해서...) feat. K.Will | 2010 | 14         |               | Love Actually  |
| "Why Like An Idiot" (바보처럼 왜이래) feat. Na Yoon-kwon  | 2010 | 35         | 2 Face        |                |
| "Like A Fool" (내가 먼저)                                 | 2012 | 19         | 2 Face        | - KOR: 592,613 |
| "My Sweetie"                                              | 2012 | 74         | 2 Face        | - KOR: 91,328  |
| "Go Away With Smile" (웃고 떠나) feat. Joo E, Mr. Tyfoon  | 2013 | 26         | 2 Face        | - KOR: 128,310 |
| "Nobody Knows"                                            | 2014 | 48         | 2 Face        | - KOR: 46,532  |
| "My Turn"                                                 | 2014 | —          | 2 Face        | - KOR: 16,579  |
| "Tell Me This Is Real"                                    | 2015 | —          | - KOR: 18,324 |                |

#### Como artista invitada
| Título                                         | Año  | Álbum | Artista |
| ---------------------------------------------- | ---- | ----- | ------- |
| "Sse Sse Sse" (feat.Gilme, KittiB,Ahn-Soo min) | 2016 |       | Yezi    |

#### Banda sonora
| Título                                  | Año  | Posiciones | Ventas | Álbum                |
| Título                                  | Año  | KOR        | Ventas | Álbum                |
| --------------------------------------- | ---- | ---------- | ------ | -------------------- |
| "May Our Love Story" (우리 사랑 이대로) | 2010 | 55         |        | Flames of Desire OST |